# Pseudophorellia acrostichalis
Pseudophorellia acrostichalis är en tvåvingeart som beskrevs av Allen L.Norrbom 2006. Pseudophorellia acrostichalis ingår i släktet Pseudophorellia och familjen borrflugor.
Artens utbredningsområde är Bolivia. Inga underarter finns listade i Catalogue of Life.